# 2º Battaglione operazioni speciali "Donbass"
Il 2º Battaglione operazioni speciali "Donbass" (2-y batalʹyon spetsialʹnoho pryznachennya NHU "Donbas) è un'unità militare ucraina, appartenente alla Guardia nazionale, subordinata al Ministero degli affari interni e con sede a Sjevjerodonec'k.

## Storia
Creata originariamente nell'aprile 2014 come unità paramilitare di volontari col nome di Battaglione Donbass da Semen Semenčenko in seguito all'annessione della Crimea alla Russia e alla possibile invasione dell'Ucraina continentale da parte di quest’ultima. L'unità è formata principalmente da ucraini di lingua ed etnia russa del Donbass che si oppongono duramente al movimento separatista filo-russo.
L'unità, inizialmente formata come forza indipendente, è stata una delle cinque unità paramilitari (unitamente ai battaglioni "Aidar", "Dnipro-1", "Dnipro-2" e "Azov") composte da nazionalisti ucraini. Nell'ottobre del 2014 è stato completamente integrato nella Guardia nazionale dell'Ucraina. Ha assunto la denominazione di 2º Battaglione operazioni speciali "Donbass", all'interno del 15º Reggimento della Guardia nazionale. Il battaglione è stato smobilitato nel settembre 2016.
A seguito all'invasione russa dell'Ucraina iniziata il 24 febbraio 2022 l'unità è stata ricostituita ed è stata impegnata nella battaglia di Volnovacha. Il 1º agosto 2025 il comandante del battaglione, tenente colonnello Mykola Ševčuk, è stato insignito della massima onorificenza di Eroe dell'Ucraina.

## Voci correlate

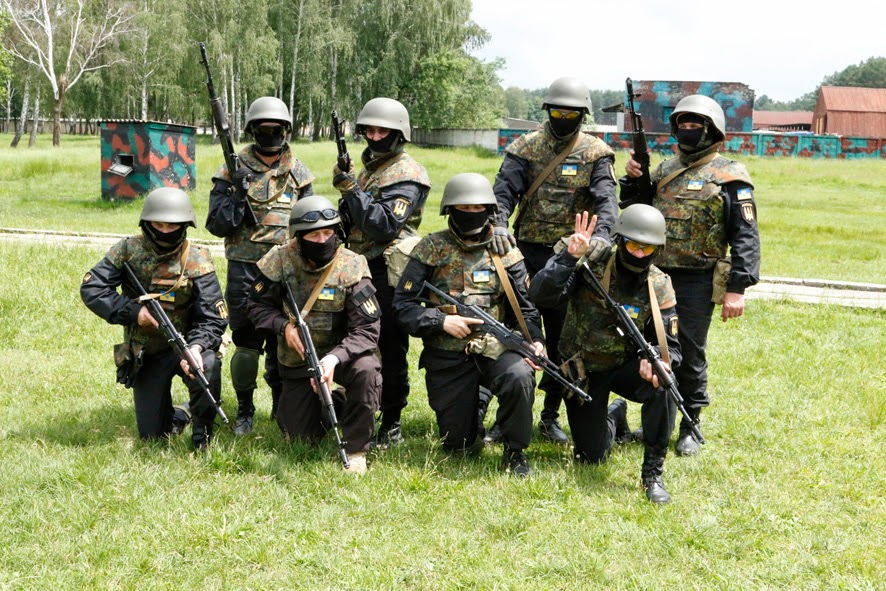
Militari dell'unità nel 2014